# Асандр (сатрап Карии)
Аса́ндр (др.-греч. Άσανδρoς) — македонский военачальник, сатрап Карии.
Асандр получил в управление Карию в 323 году до н. э. после смерти Александра Македонского по результатам Вавилонского раздела. В последующие десять лет он был одним из участников войн преемников Александра за власть в Македонской империи. Через несколько лет после Вавилонского раздела Асандр присоединился к военачальникам, которые выступили против регента Пердикки. Впоследствии он заключил союз с врагами Антигона царями Египта Птолемеем и Македонии Кассандром. После поражения Асандра его владения перешли к Антигону.

## Биография

### Происхождение. До смерти Александра Македонского
Асандр был сыном Агафона. По одной версии он происходил из македонского города Бероя и имел какие-то родственные связи с Антигоном. По другой версии отец Асандра Агафон был родом из Пидны и командовал в 330/329 году до н. э. цитаделью в Вавилоне. Также, в литературе его временами могут отождествлять с тёзкой, сыном Филоты, который некоторое время занимал должность сатрапа Лидии.
Согласно Псевдо-Каллисфену, Асандр присутствовал на пиру, где был отравлен Александр. Асандр, согласно данному источнику, был одним из шести присутствующих, которые не участвовали в заговоре. Эти сведения, как и смерть Александра от подмешанного в вино яда, большинством историков признаны недостоверными, хоть и свидетельствуют о существовании подобных слухов ещё в античности. По всей видимости, они возникли при содействии Полиперхона в период войн диадохов.

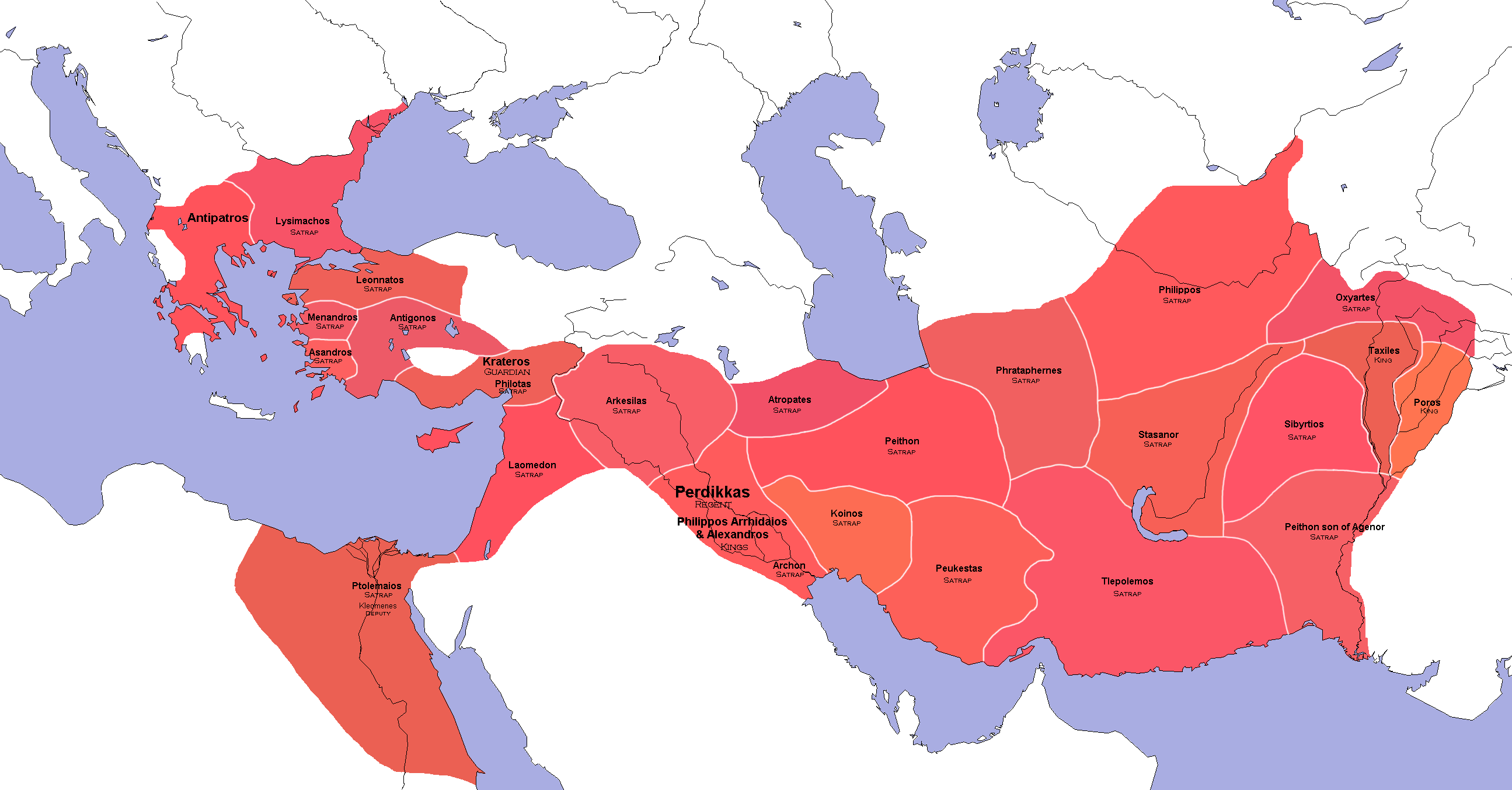
Распределение основных территорий и сатрапий на вавилонском совете (по Арриану и Диодору)

При разделе империи после смерти Александра в 323 году до н. э. Асандру в управление досталась Кария. Квинт Курций Руф и Юстин ошибочно называют сатрапа Карии Кассандром. По одной версии речь идёт об ошибке, другой, менее распространённой, — власть в Карии получил сын Антипатра Кассандр. Обращает на себя внимание, что важной провинцией стал руководить человек, который не упомянут среди военачальников Александра, никак не проявил себя в военном деле во время походов Александра, а также не являлся доверенным лицом регента Македонской империи Пердикки. По всей видимости, в македонской армии он выполнял некие гражданские функции, как, к примеру, руководство финансами. Также остаётся неясным, в связи с чем должность сатрапа Карии получил Асандр, а не прежний руководитель провинции Филоксен.

### Внутренняя политика Карии при Асандре

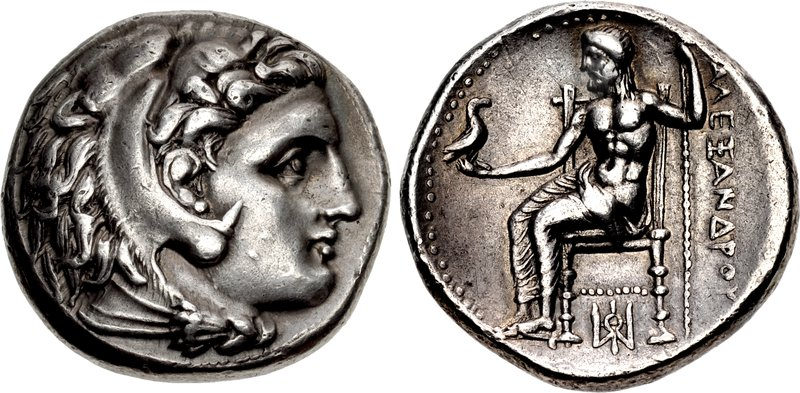
Тетрадрахма 323—317 годов до н. э., которую отчеканили при Асандре в Милете от имени македонского царя

Резиденцией Асандра и столицей Карии при Асандре по всей видимости стал прибрежный город Миляс. Прежняя столица Карии Галикарнас был разрушен во время осады 334 года до н. э., а также, возможно, выведен из-под власти сатрапа. Существует несколько версий о размерах владений Асандра. По одной из них он получил Карию в тех границах, которые были при Аде, а именно кроме внутренней части, включая Кавн, в неё входили прибрежные города, в том числе Траллы и Милет, а также остров Кос. По другой — прибрежные ионийские города и острова были выведены из-под контроля карийских сатрапов. Возможно, часть этих территорий была захвачена Асандром уже после Вавилонского раздела, что объясняет сосуществование двух версий.
На посту сатрапа Карии Асандр обладал абсолютной властью прежних династов, о чём, в частности, свидетельствует датировка официальных документов годами его правления. Также на него были возложены жреческие функции и председательство в общекарийском совете.
Асандр заставил жителей Пидасы переселиться в Гераклею-на-Латме. В городе была создана фила Асандрия. Подобная почесть, именование некоей группы жителей города в честь правителя, является одним из древнейших примеров в эллинистической истории. В 321/320 году до н. э. Асандр, заручившись поддержкой оракула, поставил своего человека на пост жреца культа Артемиды в Амизоне.
Согласно данным эпиграфики Асандр в январе 313 года до н. э. посещал Афины, где получил какую-то награду и обещание военной помощи. Существует несколько версий причин, по которым афиняне отметили Асандра. По всей видимости, карийскому сатрапу на тот момент было выгодным отстаивать интересы Афин на Самосе.

### Участие в войнах диадохов
С началом Первой войны диадохов Асандр выступил на стороне противников Пердикки, приняв у себя одного из главных его противников Антигона. По версии Н. В. Ефремова, между двумя диадохами существовал предварительный сговор. Этим можно объяснить место высадки Антигона в Галикарнасе на афинских кораблях рядом с владениями Асандра. Историк Бриан отрицает предварительные договорённости. В таком случае Асандр должен был действовать по обстоятельствам. Как бы то ни было он присоединился к Антигону как только узнал о высадке войск в Малой Азии. Пердикка приказал передать владения предавшего его Асандра в управление сохранившему верность Эвмену, что так и не было реализовано. Во время Первой войны диадохов Асандр оставался в своей провинции, в то время как Антигон с сатрапом соседней Лидии Менандром вели боевые действия против Эвмена. Такое решение можно объяснить стратегическим расчётом. Географическое положение Карии требовало присутствия в ней армии. Асандр «прикрывал тылы Антигона» от возможных атак со стороны сторонников Пердикки. Также ему были переданы афинские корабли, на которых приплыл Антигон. После поражения Пердикки во время следующего передела империи в Трипарадисе за Асандром было подтверждено право на управление Карией.
После гибели Пердикки Малая Азия, где была расположена Кария, стала ареной битвы между сторонниками бывшего регента Македонской империи и войсками Антигона. Асандр, который был на стороне Антигона, зимой 320/319 года до н. э. в одной из битв был побеждён войском под командованием брата и зятя Пердикки Алкеты и Аттала. По одной из версий карийские войска и флот были на тот момент задействованы в боевых действиях на Кипре или в Египте. Соответственно область стала лёгкой добычей для военачальников из «партии Пердикки», к которым, по одной из версий, присоединились войска из Родоса. Достоверно неизвестно, какие области Карии были заняты пердикканцами. По всей видимости, это были внутренние регионы, которые примыкали к вотчине брата Пердикки Алкеты Писидии. Поражение Асандра не сильно повлияло на ход войны. Вскоре в область прибыло войско под командованием Антигона, который не только победил Алкету при Кретополе, но и восстановил правление Асандра над всей Карией.
В 315 году до н. э. Асандр, который опасался растущих мощи и влияния Антигона, заключил союз с его врагами Птолемеем и Кассандром. К этому времени, согласно предположению И. Г. Дройзена, Асандр значительно расширил свои владения в Малой Азии, распространив свою власть на Ликию и, по одной из версий, Каппадокию. Правитель Египта направил на помощь Асандру Мирмидона с наёмниками, чтобы тот смог противостоять войску племянника Антигона Полемея. Со стороны Кассандра прибыли военачальники Препелай и Евполем. Зимой 314/313 года до н. э. войско Евполема в восемь тысяч пехоты и 200 всадников было застигнуто врасплох и уничтожено.
Асандр был вынужден заключить с Антигоном мирный договор, согласно которому он передал ему свои войска, отказался от власти над греческими полисами, однако сохранил свою сатрапию. В качестве заложника Антигону был выдан брат Асандра Агафон. Взамен, Антигон соглашался оставить, хоть и под своим управлением, Асандра сатрапом Карии. Однако вскоре Асандр нарушил условия мирного договора. Он смог устроить побег своего брата и обратился за помощью к врагам Антигона Птолемею, Кассандру и Селевку. После этого Антигон отправил на покорение Карии флот под комендованием Медия и войска под командованием Докима и Полемея. Они сумели захватить прибрежные города Милет и Ясос, в то время как Антигон завоевал Траллы и Кавн. Предположительно, Асандр с Агафоном бежали в Египет к Птолемею. Дальнейшая судьба Асандра неизвестна.

### Исследования
- Дройзен И. Г. История эллинизма. — Ростов-на-Дону: Феникс, 1995. — Т. 2. — 544 с. — ISBN 5-85880-079-3.
- Ефремов Н. В. Прескрипты некоторых раннеэллинистических надписей Карии. Попытка исторической интерпретации // Вопросы эпиграфики  / Под редакцией кандидата исторических наук А. Г. Авдеева. — М.: Русский фонд содействия образованию и науке, 2008. — Вып. III. — С. 128—187. — ISBN 978-5-91244-010-6.
- Ефремов Н. В. К истории северной Малой Азии в раннеэллинистическое время. 2. период диадохов. 323–311 гг. // Античный мир и археология. — Саратов: Научная книга, 2010. — Вып. 14. — С. 49—93. — ISSN 0320-961Х.
- Ефремов Н. В. Кария между Пердиккой и Антигоном (некоторые примечания к истории западной Малой Азии в ранний период диадохов, 321—317 г. до н. э.) // Проблемы истории, филологии, культуры. — 2012. — Вып. 35, № 1. — С. 3—26. — ISSN 2658-316X.
- Шофман А. С. Распад империи Александра Македонского / Печатается по постановлению редакционно-издательского совета Казанского университета. Отв. редактор В. Д. Жигунин. — Казань: Издательство Казанского университета, 1984.
- Billows R. Antigonos the One-eyed and the Creation of the Hellenistic State (англ.). — Berkeley; Los Angeles; London: University of California Press, 1997. — ISBN 0-520-20880-3.
- Heckel W. Who's Who in the Age of Alexander the Great: Prosopography of Alexander's Empire (англ.). — Malden; Oxford; Carlton: Blackwell Publishing, 2006. — 389 p. — ISBN 1-4051-1210-7.
- Heckel W. Who's Who in the Age of Alexander and his Successors. From Chaironea to Ipsos (338—301 BC) (англ.). — Barnsley: Greenhill Books, 2021. — 554 p. — ISBN 978-1-78438-648-1.